# Moonlight and Honeysuckle
Moonlight and Honeysuckle er en amerikansk stumfilm fra 1921 af Joseph Henabery.

## Medvirkende
- Mary Miles Minter som Judith Baldwin
- Monte Blue som Tod Musgrove
- Willard Louis som Baldwin
- Grace Goodall som Hallie Baldwin
- Guy Oliver som Hamill
- William Boyd som Robert V. Courtney
- Mabel Van Buren som Mrs. Langley
- Justine Johnstone